# Flo Sandon’s
Flo Sandon’s (* 30. Juni 1924 in Vicenza als Mammola Sandon; † 17. November 2006 in Rom) war eine italienische Sängerin und einer der großen Stars der italienischen populären Musik in den 1950er-Jahren.

## Karriere
Der Vater von Mammola Sandon war ein italoamerikanischer Architekt oder Porträtmaler, der in Italien arbeitete und sich schließlich in Rom niederließ. Unter seinen fünf Kindern war auch Mammola, die allerdings in Vicenza geboren wurde. Ihr Spitzname „Flo“ ist eine Verkürzung von englisch Flower, womit man mammola (Duftveilchen) ins Englische übertragen hatte. Sie wuchs in Rom auf und studierte Sprachwissenschaften. Am Ende des Zweiten Weltkriegs arbeitete sie als Übersetzerin für das amerikanische Rote Kreuz und hatte dabei 1944 auch einen ersten Auftritt als Sängerin. Bald darauf zog sie nach Mailand, wo sie 1947 auf der Bühne des angesagten Lokals Il Trocadero debütierte. Noch im selben Jahr unterschrieb sie einen Plattenvertrag mit dem Label Durium. Ihr Nachname wurde ursprünglich nur versehentlich mit einem englischen Genitiv-S versehen; die Schreibweise wurde aber beibehalten, da sie „internationaler“ klang.
Die offiziell erste Plattenaufnahme der Sängerin war Love Letters; sie sang das Lied original auf Englisch und konnte gleich einen großen Erfolg erzielen. Ein weiterer früher Erfolg gelang ihr mit Verde luna aus dem Soundtrack des Films König der Toreros (1941). Zwischen 1949 und 1950 trat Sandon’s im Hot Club de France auf und hatte bereits erste Auftritte im Ausland, etwa in Frankreich oder im Mittleren Osten. Dabei arbeitete sie mit Stéphane Grappelli und Django Reinhardt zusammen. In Ägypten trat sie 1951 vor König Faruq auf. In diesem Jahr wurde sie auch von der Rai für das öffentlich-rechtliche Radio verpflichtet. Beim Radiopublikum fiel sie durch ihre sprachliche und stilistische Vielseitigkeit und ihren sehr persönlichen Gesangsstil auf und wurde schnell extrem populär. Außerdem wurde sie für den Film Anna als Synchronsängerin von Hauptdarstellerin Silvana Mangano verpflichtet; die von ihr interpretierten Filmsongs El negro Zumbon und Non dimenticar (che ti ho voluto tanto bene) wurden weit über Italien hinaus zu Hits (letzteres noch einmal 1961 in der Version von Nat King Cole).
Nach dieser steilen Karriere ging Flo Sandon’s beim Sanremo-Festival 1953 ins Rennen, der dritten Ausgabe des noch jungen Musikwettbewerbs. Dort präsentierte sie, an der Seite von Carla Boni, das Lied Viale d’autunno und gewann, womit sie die zweifache Titelverteidigerin Nilla Pizzi auf Platz zwei verwies. 1955 heiratete sie Natalino Otto, einen populären Swing-Sänger. Bis 1963 nahm Sandon’s noch weitere fünf Mal am Sanremo-Festival teil. 1960 gewann sie außerdem mit Serenata a Margellina das Festival di Napoli. Zwischen 1963 und 1967 tourte sie erfolgreich durch Nordamerika. Währenddessen hatte sich die Musikszene in Italien dramatisch gewandelt, vor allem durch Beatbands im Fahrwasser der Beatles. Dennoch nahm die Sängerin nach ihrer Rückkehr 1966 gleich wieder am Wettbewerb Un disco per l’estate teil.
Nach dem frühen Tod Natalino Ottos 1969 zog sich Flo Sandon’s weitestgehend aus der Öffentlichkeit zurück. Zunächst führte sie in Mailand ein Plattengeschäft, in den 1980er-Jahren hatte sie wieder einige Auftritte als Sängerin. In den 1990er-Jahren trat sie noch verschiedentlich im Fernsehen auf, 2006 starb sie im Alter von 82 Jahren in Rom.

## Belege
1. 1 2 3 4 5  Massimo Baldone: Flo Sandon. (PDF) In: Il Discobolo. Museo Virtuale del Disco e dello Spettacolo Radio, abgerufen am 1. August 2019 (italienisch).
2. 1 2 3 4  Massimo Emanuelli: Flo Sandon’s. In: Blog Massimo Emanuelli. 24. August 2018, abgerufen am 1. August 2019 (italienisch).

| Personendaten    | Personendaten                 |
| ---------------- | ----------------------------- |
| NAME             | Sandon’s, Flo                 |
| ALTERNATIVNAMEN  | Sandon, Mammola (Geburtsname) |
| KURZBESCHREIBUNG | italienische Sängerin         |
| GEBURTSDATUM     | 30. Juni 1924                 |
| GEBURTSORT       | Vicenza                       |
| STERBEDATUM      | 17. November 2006             |
| STERBEORT        | Rom                           |